# Мърл Хагард
Мърл Роналд Хагард (на английски: Merle Ronald Haggard) е американски кънтри певец, китарист, автор на песни.

## Биография и творчество
Той е роден в работническо семейство в Бейкърсфийлд, щата Калифорния на 6 април 1937 година. На 14 година бяга от къщи, скита из страната и неколкократно е осъждан за грабежи.
В началото на 1960-те години започва да се занимава с кънтри музика и се превръща, наред с Бък Оуенс, във водеща фигура на формиращия се по онова време Бейкърсфилдски саунд. През следващите десетилетия е сред най-успешните кънтри музиканти, като през 1970-те години е в аутлоу кънтри движението.
Почива от усложнения от двустранна пневмония в Пало Сидро, окръг Шаста, Калифорния на 6 април 2016 г.